# Masacre de Jabal al-Zawiya de 2011
Las masacres de Jabal al-Zawiya tuvieron lugar el 19 y 20 de diciembre de 2011, en la Gobernación de Idlib, en Siria durante los enfrentamientos en la Gobernación de Idlib en 2011-2012 entre el Ejército sirio y las fuerzas de oposición, en el contexto de la Guerra civil siria. Activistas de derechos humanos y de la oposición denunciaron que alrededor de 200 personas fueron asesinadas por las fuerzas de seguridad sirias en los montes y pueblos del Monte Zawiya durante esos días. La agencia de noticias estatal de Siria anunció que un terrorista fue asesinado y muchos más heridos.
El acontecimiento ocurrió tras una deserción a gran escala de centenares de soldados sirios el 19 de diciembre, por el homicidio de 70 de ellos por parte de los leales a al-Asad. El 20 de diciembre, fuerzas de gobierno respaldadas por tanques lanzaron una operación de busca y captura a los desertores que intentaban huir.

## Acontecimientos
El 19 de diciembre, el FSA padeció su pérdida más grande de la vida cuándo nuevos desertores intentaron abandonar sus posiciones y bases entre los pueblos de Kansafra y Kafr Oweid en provincia de Idlib. Grupos de activistas de la oposición, específicamente el Observatorio sirio para Derechos humanos, informó que 72 desertores fueron asesinados por disparo durante su intento de escapada. El Ejército sirio perdió tres soldados durante los enfrentamientos. Al día siguiente, SOHR declaró que los 100 desertores fueron asesinado o heridos. También, el mismo día, el SOHR actualizó su número de los civiles matados por fuerzas de seguridad de gobierno en la provincia para el día anterior de 37 a 111. Se ha calificado como masacre.
Alaa al-Din al-Youssef, un miembro de la oposición sirio en Idlib, describió el ataque del gobierno en el área de Idlib y Jabal al-Zawiya como masacre.

Los civiles estaban rodeados por fuerzas de seguridad que mataron a 100 de nosotros. Los cadáveres de los muertos fueron dejados en las calles y las mezquitas y no se nos permite enterrar a ninguno de ellos. (...) Algunos de los muertos no pueden ser reconocidos. Algunos fueron quemados y otros decapitados con las manos atadas. Estamos realmente asustados porque el área podría ser asaltada una vez más.
al-Din al-Youssef, 2011

Esta información no puede ser confirmada de manera independientemente.
Los enfrentamientos continuaron hasta el día siguiente, y otro informe, por activista de derechos humanos libaneses Wissam Tarif, habló de 163 desertores, 97 soldadoes de las tropas del gobierno y nueve civiles asesinados en el segundo día sólo como el ejército siguió abajo los soldados y civiles que dirigidos a inicialmente escapada. El 21 de diciembre, se informó que el FSA había tomado el control de varias áreas de la Gobernación  de Idlib.